# Phục bích tại Armenia
Phục bích (tiếng Trung: 復辟), còn được phiên âm là phục tích hay phục tịch, nghĩa đen là "khôi phục ngôi vua" là trường hợp một quân chủ đã từ nhiệm hoặc đã bị phế truất hay từng bị lật đổ bởi các cuộc cách mạng và đảo chính trong nước, thậm chí phải lưu vong do nạn ngoại xâm nhưng sau đó khôi phục lại được ngôi vị của mình. Dưới đây liệt kê những cuộc phục bích tại Armenia.

## Nhà Orontes
- Mithranes (tại vị:331 TCN-323 TCN, phục vị:321 TCN-317 TCN)

Năm 323 TCN, Alexandros đại đế qua đời, Perdiccas được bổ nhiệm làm người giám hộ và là quan nhiếp chính của đế quốc, trong cuộc phân chia tại Babylon, ông ta giao Armenia cho Neoptolemus trấn giữ thay thế cho Mithranes. Năm 321 TCN, Eumenes đem quân sang châu Á mưu lật đổ thế lực của Perdiccas, và mục tiêu đầu tiên là Armenia. Neoptolemus bị Eumenes đánh bại tại một nơi gần Hellespont và tử trận, Mithranes được đưa trở lại làm tổng trấn.

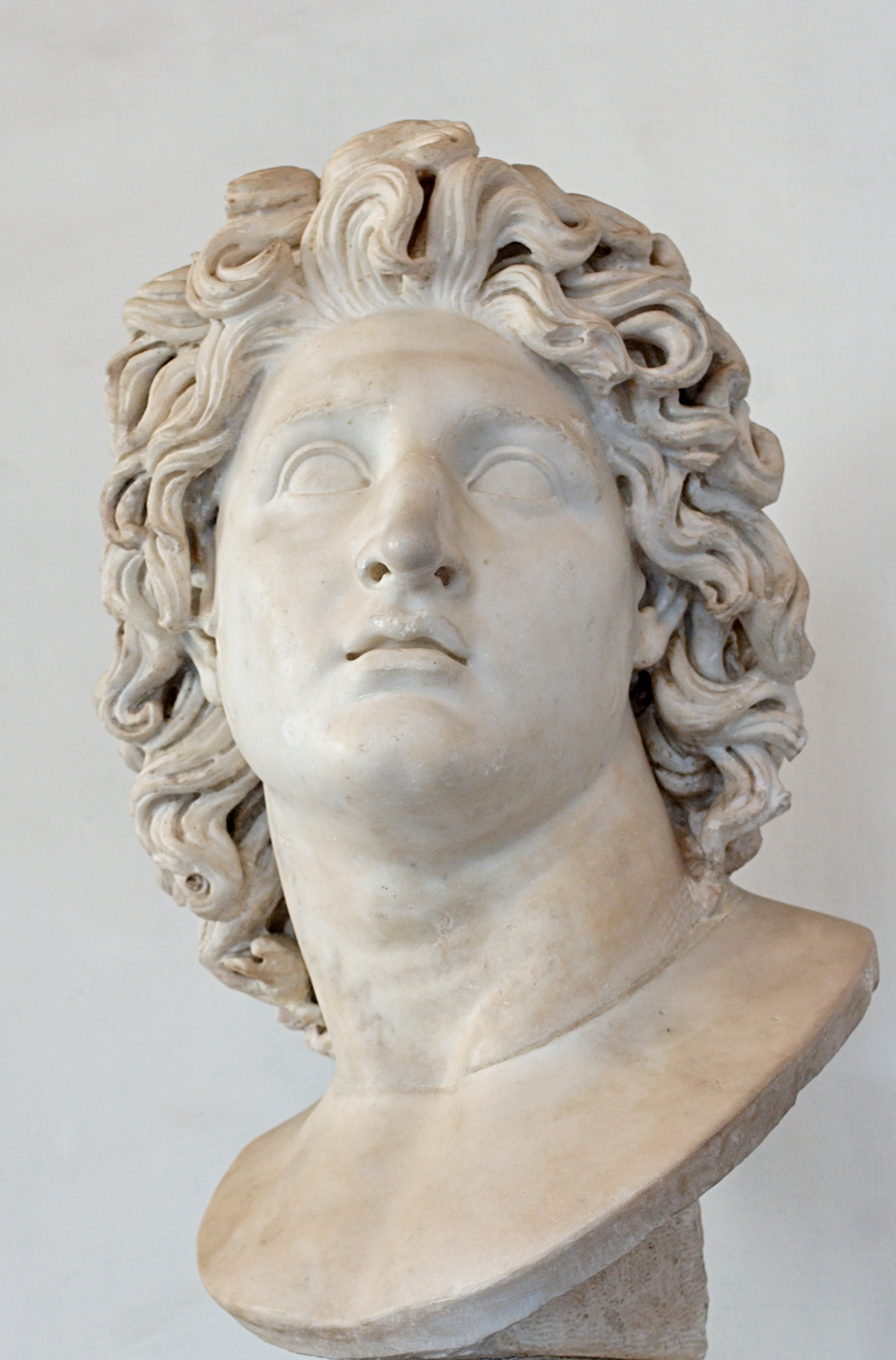
Alexandros Helios

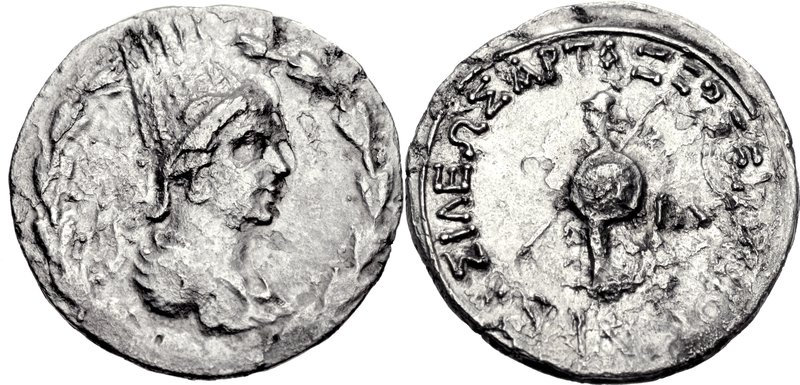
Artaxias II

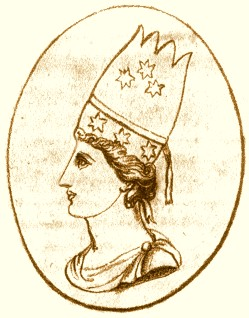
Erato

## Vương quốc Đại Armenia

### Vương triềuArtaxidenvàGroßarmenien
- Alexandros Helios (tại vị:34 TCN, phục vị:34 TCN-30 TCN)

Năm 34 TCN, quân chủ Artavasdes II của vương quốc Đại Armenia bị đế quốc La Mã bắt giữ, tại buổi lễ ban tặng của Alexandria, Alexandros Helios được vua cha Marcus Antonius phong làm vua của Armenia. Bấy giờ con trai của Artavasdes II, Artaxias II cũng được nhân dân tôn lên làm vua thay thế cha mình. Artaxias II đem quân tấn công bất ngờ đánh đuổi người La Mã, nhưng chẳng bao lâu quân tiếp viện của La Mã kéo đến, đánh đuổi Artaxias II chạy sang Ba Tư, Alexandros Helios nhanh chóng khôi phục vương quyền ở Armenia.
- Artaxias II (tại vị:34 TCN, phục vị:30 TCN-20 TCN)

Năm 34 TCN, Artaxias II lên ngôi sau khi cha mình bị bắt, nhưng sau chiến dịch ngắn ngủi không thành công của mình chống lại người La mã, ông bị buộc phải tới Parthia. Tuy nhiên, với sự hỗ trợ của người Parthia, ông đã trở lại Armenia khôi phục địa vị vào năm 30 TCN.
- Tigranes IV (tại vị:8 TCN-5 TCN, phục vị:2 TCN-1 TCN)

Năm 5 TCN, người La Mã không chấp nhận ngai vàng của Tigranes IV nên đã bổ nhiệm Artavazd III làm vua Armenia, nguyên nhân la sau cái chết của vua cha Tigranes III, Tigranes IV phớt lờ luật La Mã mà tự ý lên ngôi báu.  Nhưng Artavazd III giữ ngai vàng chỉ có ba năm, kết thúc với cuộc đảo chính một lần nữa lên ngôi của Tigranes IV và Erato nhờ sức hỗ trợ của vương triều An Tức xứ Ba Tư. Tuy nhiên, Tigranes IV lại nhanh chóng bị giết trong cuộc chiến chống lại các Highlanders, người đến từ phương bắc và tấn công Armenia vào năm 1 TCN.
- Erato (tại vị:8 TCN-5 TCN, phục vị:2 TCN-1 TCN, tái phục vị:6-12)

Năm 5 TCN, Erato và người đồng trị vì là anh trai (cũng là chồng bà) bị người La Mã lật đổ, Artavazd III được đưa lên thay thế. Nhưng đến năm 2 TCN, bà và chồng nổi dậy đánh đuổi được Artavazd III để phục vị. Năm 1 TCN, Tigranes IV bị giết trong một trận chiến, đây là hệ quả từ cuộc nổi dậy nội bộ của người Armenia, trong số những người bị cặp vợ chồng hoàng gia nổi giận trở thành đồng minh của Rome. Chiến tranh và sự hỗn loạn xảy ra sau đó, Erato đã thoái vị ngai vàng và chấm dứt sự cai trị lần thứ nhất của bà đối với Armenia.. Từ tình hình xung quanh Tigranes IV và Erato, người Armenia đã yêu cầu Augustus, lập một vị vua Armenia mới, Augustus đã bổ nhiệm Artavasdes III làm Quốc vương Armenia. Sau khi từ nhiệm, Erato đã sống lưu vong chính trị tại một địa điểm không xác định, người ta biết rất ít về cuộc sống của bà trong giai đoạn này. Năm 6, Artavasdes III bị sát hại bởi các phần tử chống đối, vì ông này là một nhà cai trị không phổ biến với người Armenia. Khi người Armenia ngày càng mệt mỏi với các vị vua nước ngoài, Augustus đã sửa đổi chính sách đối ngoại của mình và bổ nhiệm Hoàng tử Herodian Tigranes V làm vua mới. Các quý tộc Armenia không hài lòng nên nổi dậy chống lại Tigranes V, họ khôi phục Erato trở lại ngai vàng, sau đó do sự giàn xếp từ phía đế quốc La Mã, bà đã trở thành đồng cai trị với Tigranes V.

### Vương triềuArsakiden
- Orodes (tại vị:35, phục vị:37-42)

Năm 35, sau cái chết của Arsaces I, Artabanus III đã lập người con thứ Orodes làm vua mới của Armenia. Vào thời điểm này, hoàng đế La Mã Tiberylius, đã từ chối chấp nhận Vương quyền Armenia của Orodes nên bổ nhiệm Mithridates I làm vua Armenia với sự hỗ trợ của anh trai ông, vua Pharamanes I của Iberylia. Orodes phải đối mặt với Mithridates I trong một chiến dịch quân sự ở Armenia, trong điều kiện không thuận lợi cho Orodes. Trong chiến dịch quân sự, Pharamanes I đã gửi quân đội và lính đánh thuê của mình để hỗ trợ Mithridates, còn Orodes có sự hỗ trợ của quân đội Parthia. Orodes yếu thế hơn chiến dịch quân sự chống lại Mithridates, ông bị thương đành phải bỏ chạy trở về Parthia. Năm 37, Mithridates I bị hoàng đế La Mã Caligula bắt giữ vì lý do không rõ và Orodes được cha mình, Artabanus III chớp thời cơ hỗ trợ khôi phục lại vương quyền ở Armenia.
- Mithradates I (tại vị:35–37, phục vị:42-51)

Mithridates I được lập làm vua bởi hoàng đế La Mã Tiberylius, người đã xâm chiếm Armenia vào năm 35. Tuy nhiên, cái chết của Tiberylius năm 37 đã làm đảo lộn mọi thứ, sự điên rồ của hoàng đế mới Caligula đã làm tổn hại mọi thứ cho người La Mã. Không rõ lý do gì, hoàng đế triệu tập Mithridates I đến Rome và tước vương quyền của ông. Artabanus III đã tận dụng cơ hội này để tái chiếm Armenia, đưa con mình là Orodes trở lại ngai vàng. Năm 42, Caligula đã ủng hộ Mithridates I quay về Armenia, với sự bảo vệ của người La Mã và đội ngũ của anh trai ông, Pharamanes I của Iberylia, đã chiến thắng Orodes giành lại đất nước. Để củng cố vững chắc sự bảo hộ, một đơn vị đồn trú của La Mã đã chuyển đến Gornae.

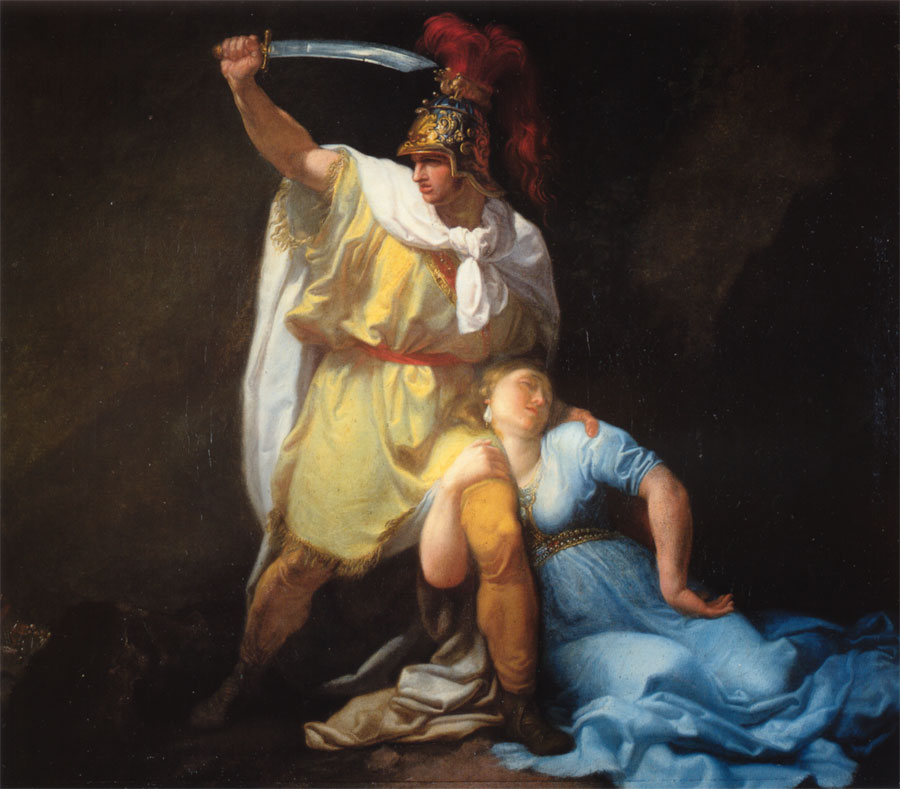
Radamisto giết Zenobia

- Radamisto (tại vị:51-53, phục vị:54-55)

Năm 51, để tách Armenia một lần nữa khỏi sự thống trị của Rome và gắn lại nó với Parthia sẽ là một lễ nhậm chức vĩ đại của mình, vua Vologase I đã gửi một lực lượng quân đội lớn vào Armenia, cuối cùng đã đánh đuổi người Norman vào năm 53. Quốc vương Radamisto phải tháo chạy, Vologase I tuyên bố người em trai Tiridates I của mình làm vua Armenia. Nhưng một trận dịch mùa đông nghiêm trọng gây ra nhiều loại bệnh tật khủng khiếp trong binh lính đã buộc người Parthia phải rút khỏi Armenia, tạo điều kiện cho phép Rhadamistus trở về phục bích vào đầu năm 54.

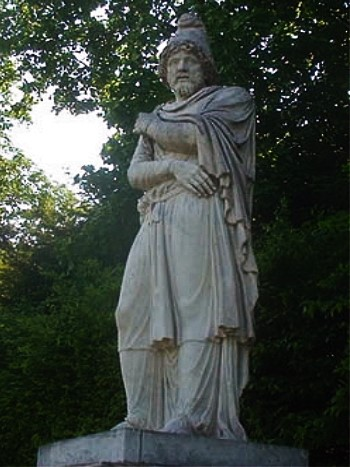
Tiridates I

- Tiridates I (tại vị:53, phục vị:55-58, tái phục vị:63-88)

Năm 53, Tiridates I lên ngôi vua Armenia chưa được bao lâu đã phải rút lui về Parthia vì bệnh dịch, Radamisto thừa cơ quay trở lại. Nhưng sự phục bích của Radamisto cũng chỉ kéo dài được một năm thì kết liễu, bởi ông này đã trả thù những người theo hàng người An Túc bằng cách trừng phạt họ rất dã ma. Họ không chịu nổi sự khắc nghiệt đó nên quật khởi lật đổ Radamisto, chào đón sự trở lại của hoàng tử Parthia Tiridates I vào năm 55, Rhadamistus tuy trốn thoát nhưng không bao lâu bị cha mình là Parasmanes I của Iberylia giết chết vì đã âm mưu chống lại quyền lực của hoàng gia. Năm 58, không hài lòng với ảnh hưởng của người Parthia đang gia tăng ngay trước cửa nhà, Hoàng đế La Mã Nero đã phái tướng Gnaeus Domkina Corbulo dẫn đại quân tiến vào Greater Armenia từ Cappadocia tiến về Artaxata, trong khi Parasmanes I của Iberylia tấn công từ phía bắc, và Antiochus IV của Commagene tấn công từ phía tây nam. Tiridates I thua to chạy trốn khỏi thủ đô, Gnaeus Domkina Corbulo đã thiêu rụi Artaxata, phần lớn người Armenia đã từ bỏ kháng chiến và chấp nhận hoàng tử Tigranes VI được phía Rome chỉ định làm vua của họ. Năm 63, Tigranes VI đã xâm chiếm một quốc gia chư hầu nhỏ lân cận của người Parthia tên là Adiabene và phế truất vua Monobazes của xứ này. Vologase I của Parthia coi đây là hành động xâm lược từ Rome, ông ta lập tức trả đũa bằng việc tấn công Armenia và bao vây Tigranakert. Cuối cùng, Tigranes VI bị buộc phải từ bỏ ngôi vị, những người Parthia đã ký một hiệp ước với Gnaeus Domkina Corbulo để Tiridates I trở lại làm vua của Armenia lần thứ ba miễn là ông tới Rome để được Nero trao vương miện.
- Sohaemus (tại vị:144–161, phục vị:164-180)

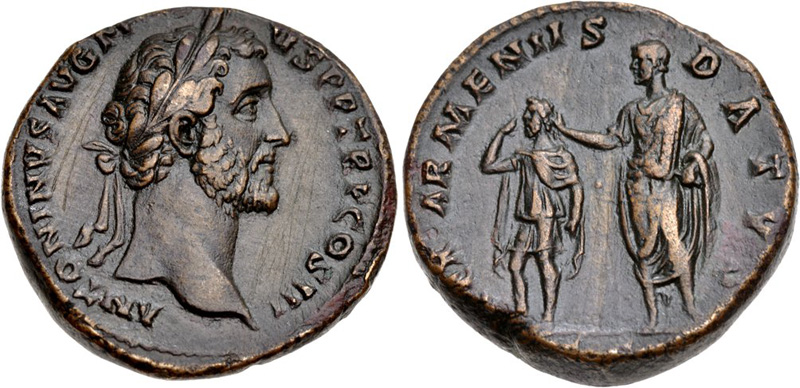
Sohaemus

Năm 161, Vologase IV của Parthia phái quân đội của mình đến chiếm Armenia và tiêu diệt các lực lượng vũ trang La Mã đóng quân tại quốc gia này dưới quyền của tướng Marcus Sedatius Severianus. Sau khi Armenia bị Parthia chiếm giữ, Sohaemus phải sống lưu vong chính trị ở Rome, ông trở thành thượng nghị sĩ tại đây, Aurelius Pacorus được người Parthia đưa lên làm vua, điều này đã dấy nên cuộc chiến tranh La Mã-Parthia 161-166. Aurelius Pacorus cai trị Armenia cho đến năm 164, Lucius Verus đến với quân đội La Mã đã tái chiếm Armenia, truất ngôi ông này khi họ vào được thủ đô, Sohaemus đã ngồi lại vào vị trí ở vương quốc Armenia của mình, nghi lễ cho ông trở thành vua Armenia lần thứ hai diễn ra ở Antioch. Tuy nhiên, cuộc chiến này đã khiến Rome phải trả giá đắt, bởi vì quân đội chiến thắng đã mang theo nó từ phía đông một bệnh dịch lây lan rất nhanh trên toàn đế quốc.
- Khosrov IV (tại vị:387–392, phục vị:414-415)

Năm 392, Hoàng đế An Tức Vahram IV đã triệu tập Khosrov IV đến Ba Tư, phế truất ông và thay thế bằng anh trai Vram Shahpuh, Khosrov IV bị nhốt suốt 22 năm trong "Pháo đài quên lãng" ở Khuzestan. Sự kiện trên bắt nguồn từ khi vị quốc vương Armenia này phải chịu sự phản đối của Nakharark, họ không ngần ngại tố cáo ông là kẻ phản bội với Vahram IV, vì ông đã ủng hộ việc gia nhập ngai vàng của tộc trưởng Sahak I. Parthev, hậu duệ cuối cùng của triều đại gia trưởng do Gregory I. the Illuminator sáng lập. Khi Vram Shahpuh qua đời năm 414, con trai Artachès chỉ mới mười tuổi, Nakharark lại kiến nghị lên hoàng đế Ba Tư chuẩn y việc tái lập vua Khosrov IV, Yazdgard I chấp nhận cho Khosrov IV phục vị, nhưng ông qua đời sau một năm trị vì do tuổi cao sức yếu.

## Vương quốc Commagene
- Antiochus IV (tại vị:38, phục vị:41-72)

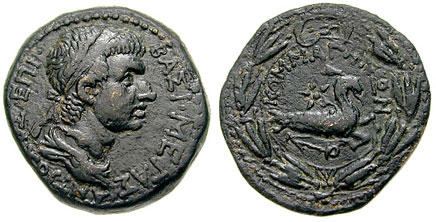
Antiochus IV

Năm 38, Antiochus IV tiếp quản vương quốc Commagene từ người cháu nội của Antonia, hoàng đế La Mã Caligula. Antiochus IV vốn là một người tâm phúc, có quan hệ mật thiết với Caligula, ông cùng vua Agrippa I được nói đến như là những thầy dạy của hoàng đế về nghệ thuật của chế độ độc tài. Tuy nhiên, tình bạn này lại không kéo dài được lâu vì sau đó ông đã nhanh chóng bị chính Caligula phế trừ ngôi vị. Cho đến khi Claudius lên ngôi hoàng đế vào năm 41, Antiochus IV mới được phép phục vị.

## Armenia Ba Tư

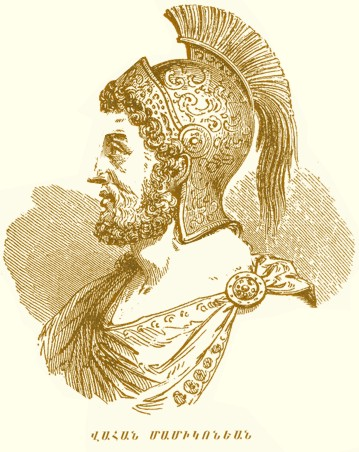
Vahan Mamikonian

- Vahan Mamikonian (tại vị:482-483, phục vị:483-484, tái phục vị:485-505)

Năm 483, người Armenia đã bị đánh bại trong trận chiến Akesga, Zarmihr Hazarwuxt được đưa lên ngôi Marzban. Vahan Mamikonian thất thế sau đó đã chạy đến Tao trong khi Shapur Mihran đang có việc cần kíp phải trở về ngay Ctesiphon, điều đó cho phép người Armenia lấy lại quyền kiểm soát dòng sông Arax trong mùa đông, hạ gục Zarmihr Hazarwuxt. Nhưng vào mùa xuân năm 484, Shapur Mihran trở lại với tư cách là người đứng đầu một đội quân mới và buộc Vahan Mamikonian lại phải phải chạy trốn đến nơi trú ẩn gần biên giới Byzantine, tại Tao và Taron. Tuy nhiên, một sự kiện bất ngờ đã thay đổi tiến trình của các sự kiện, cái chết của vua Sasanian Peroz I năm 484 trong cuộc chiến chống lại người Hephthalites, gây ra sự rút lui của người Ba Tư ở Armenia, như vậy Dvin và Vagharshapat được phục hồi. Đấu tranh để đàn áp cuộc nổi dậy của anh trai Zarir, người kế vị của Peroz I, Balash, cần sự giúp đỡ của người Armenia để đổi lấy sự hỗ trợ quân sự, Vahan Mamikonian đã đồng ý ký Hiệp ước Nvarsak, nơi trao quyền tự do tôn giáo cho các Kitô hữu và sự cấm đoán của Zoroastrianism ở Armenia, bao gồm quyền tự trị lớn hơn nhiều đối với người Nakharar. Năm 485, Vahan Mamikonian chính thức được công nhận làm Marzban, còn anh trai Vard được bổ nhiệm làm sparapet và tài sản của gia đình Mamikonia cùng các đồng minh đã được trả lại.
- Guschnasp Vahram (tại vị:514-518, phục vị:552-554)

Năm 518, một số bộ lạc Hunnic tiếp tục xâm nhập vào Armenia, Guschnasp Vahram không sao ngăn nổi trào lưu này. Bấy giờ có Mjej I Gnuni đã đứng ra quyết định tổ chức một cuộc phản công, giải phóng khu vực ông ta quản lý và đẩy lùi chúng thành công. Như một phần thưởng, Sassanian shah Kavadh I đã bổ nhiệm ông ta làm marzban của Armenia thay thế cho địa vị của Guschnasp Vahram. Năm 548, chức vụ marzban được Tan Shapur đảm trách, việc này duy trì cho đến khi Guschnasp Vahram trở lại cầm quyền vào năm 552.
- Tan Shapur (tại vị:548-552, phục vị:554-560)

Năm 552, Tan Shapur mất ngôi marzban bởi Guschnasp Vahram phục vị, nhưng đến năm 554 ông đã giành lại được quyền cai trị Armenia Ba Tư lần thứ hai.
- Vardan III Mamikonian (tại vị:572, phục vị:573, tái phục vị:574-577)

Năm 572, Vardan III Mamikonian nổi dậy chống lại Marzban Chih-Guschnasp Souren và giết chết ông ta. Vua Sassanid Khosro I lập tức gửi tới Armenia đội quân gồm hai mươi ngàn người, giao cho một trong những tướng lĩnh tài ba, Mihrān Mihrevandak chỉ huy và phong làm Marzban. Mặc dù thua kém về số lượng, ban đầu Vardan III Mamikonian thua to bỏ chạy nhưng sang đầu năm 573 đã đánh bại Mihrān Mihrevandak ở đồng bằng Khalamakh, khôi phục địa vị mới giành được của mình. Khosro I nổi giận lại cử Gloun Mihrān đem binh mã sang tấn công, thủ đô Armenia bị người Ba Tư tiếp quản, buộc Vardan III Mamikonian phải lánh nạn ở Constantinople. Hoàng đế Byzantine Justin II đề nghị bảo vệ Armenia, và với sự giúp đỡ của ông này, Vardan III Mamikonian đã chiếm lấy Dvin, đánh bại hoàng đế Sassanid Khosro I. Hiệp định đình chiến năm 574 được ký kết, tuy nhiên chỉ ba năm sau đã chứng kiến sự trở lại của người Ba Tư với Armenia, một lần nữa buộc Vardan III Mamikonian và những người công giáo phải lánh nạn ở vùng đất Byzantine.

## Marzban củaHyrcaniavà Armenia Ba Tư
- Smbat IV Bagratouni (tại vị:595-602, phục vị:604-611)

Năm 602, Marzban của Hyrcania (vùng duyên hải phía nam của biển Caspi) là Smbat IV Bagratouni được hoàng đế Ba Tư Khosrow II triệu hồi về kinh nhận nhiệm vụ mới. Năm 604, ông được gửi trở lại Armenia với quyền hạn rộng lớn hơn, ngoài chức vụ Marzban Armenia Ba Tư còn có thêm tư cách là tư lệnh quân đội của lãnh chúa.

## Armenia La Mã
- Varaz-Tiroç II Bagratouni (tại vị:628-634, phục vị:645-646)

Năm 634, Varaz-Tiroç II Bagratouni bị trục xuất khỏi Armenia La Mã và lưu đày sang Châu Phi, Theodoros Rechtuni được đưa lên cầm quyền. Theodoros Rechtouni đấu tranh mạnh mẽ chống lại người Ả Rập và từ chối việc phóng thích Varaz-Tiroç II Bagratouni, nhưng đến năm 645, để hòa giải giới quý tộc Armenia, hoàng đế Constant II chấp nhận, ban lệnh ân xá của mình cho Varaz-Tiroç II Bagratouni rồi cất nhắc ông lên làm marzban thay Theodoros Rechtuni. Nhưng chưa đầy một năm sau, Theodoros Rechtuni đã dẹp tan được Varaz-Tiroç II Bagratouni để làm marzban lần thứ hai.
- Theodoros Rechtuni (tại vị:634-645, phục vị:646-654, tái phục vị:654-655, hựu tái phục vị:655)

Năm 645, trước sức tấn công áp đảo của người Ả Rập, Theodoros Rechtuni đã chấp nhận sự bảo hộ tuyệt đối của người Ả Rập và được bảo đảm theo hợp đồng để trả lại quyền tự trị đáng kể cho Byzantine Armenia. Hành vi này của Theodoros Rechtuni được hiểu ở Constantinople là tội phản bội cao, hoàng đế Constans II lập tức chuyển đến Armenia với một đội quân lớn và dễ dàng đánh bại Theodoros Rechtuni, nhưng ông đã kịp thời trốn thoát đến một tu viện trên đảo Akdamar ở hồ Van, Varaz-Tiroç II Bagratouni được đưa trở lại phục vị. Sau sự ra đi vội vã của hoàng đế Đông La Mã năm 646, Theodoros Rechtuni đã ra lệnh cho 7.000 binh sĩ từ Ả Rập và đồn trú họ tại khu vực Byzantium phía bắc hồ Van, Varaz-Tiroç II Bagratouni bị sát hại. Năm 654, Theodoros Rechtuni cuối cùng tuyệt vọng về sự kháng cự hơn nữa với người Đông La Mã, đã chấp nhận sự tuyệt đối của Maurianos được bổ nhiệm làm người cai trị Armenia. Theodoros Rshtuni đã có thể đàm phán một hiệp ước rời Armenia với mức độ tự trị tương đối cao, để đáp lại Constans II đã đích thân thống trị lực lượng của mình và dẫn họ đến Armenia mặc dù âm mưu ngày càng tăng đối với ông ta ở Constantinople. Trớ trêu thay là chỉ huy Armenia của Quân đội Thrace, Constans II bảo vệ Armenia và phế truất Theodoros Rechtuni, người đã lánh nạn trên đảo Akhtamar, Maurianus được giao nhiệm vụ bảo vệ Armenia lần thứ hai. Năm 655, Maurianus bị đuổi ra khỏi Armenia vào vùng Kavkaz và Theodoros Rechtuni được phục hồi. Quyết định rằng Theodoros Rechtuni không đáng tin, chỉ ít lâu sau người Ả Rập đã gửi ông đến Damascus, nơi Theodoros Rechtuni chết trong tù giam vào năm sau.
- Maurianos (tại vị:654, phục vị:655)

Năm 654, Maurianos giành quyền cai quản Byzantine Armenia nhưng chưa bao lâu thì Theodoros Rechtuni đã khôi phục địa vị, đến năm 655 tuy ông quay trở lại thống trị xứ này nhưng cũng chỉ được vài tháng lại bị trục xuất cũng bởi Theodoros Rechtuni.
- Smbat VI Bagratuni (tại vị:691–693, phục vị:700-705)

Năm 693, Smbat VI Bagratuni phải đối mặt với một đội quân Ả Rập dưới sự lãnh đạo của Muhammad ibn Marwan, người đã cướp bóc đất nước để đưa Armenia La Mã dưới sự kiểm soát trực tiếp của caliph. Muhammad ibn Marwan bắt được các lãnh đạo chủ chốt của giáo hội và hoàng tử quan trọng nhất của Armenia, bao gồm cả Smbat VI Bagratuni, giam hãm tại Damascus. Smbat VI Bagratuni được thả ra vào năm 697, hoàng đế Tiberylius III đã bổ nhiệm ông làm người đăng quang lần thứ hai, Smbat VI Bagratuni chỉ huy Armenia thay mặt Byzantium. Năm 700, ông đánh bại Abd al-Aziz ibn Hatim al-Bahilli, trục xuất ông này về nước. Năm 705, Smbat VI Bagratuni quyết định xác lập nền hòa bình với Caliph, chấp nhận sự thống trị của người Ả Rập, từ chức thống trị và rút khỏi lãnh thổ của mình, Armenia sau đó được cai trị bởi Muhammad ibn Marwan lần thứ hai.
- Muhammad ibn Marwan (tại vị:693–695, phục vị:705-710)

Năm 695, Abd al-Aziz ibn Hatim al-Bahilli thay thế Muhammad ibn Marwan cai quản Armenia La Mã. Năm 700, Smbat VI Bagratuni đánh đuổi được Abd al-Aziz ibn Hatim al-Bahilli để phục vị. Năm 705, Muhammad ibn Marwan trở lại cầm quyền bởi Smbat VI Bagratuni quyết định đầu hàng người Ả Rập.

## Vương triềuBagratiden
- Achod III Bagratuni (tại vị:732–745, phục vị:746–748, tái phục vị:748-751)

Năm 745, Grigor II Mamikonian được bổ nhiệm làm vua Armenia, với sự giúp đỡ của caliph, Achod III Bagratuni đã lưu vong sang Yemen. Tuy nhiên, Achod III Bagratuni quay trở lại Armenia vào năm 746 và bắt David Mamiconius (anh trai của Grigor II Mamikonian) rồi giết chết ông ta, Grigor II Mamikonian cảm thấy lực lượng mình quá yếu buộc phải thoái vị. Năm 748, Grigor II Mamikonian lật đổ được Achod III Bagratuni, chọc mù mắt ông, nhưng chưa ngồi lâu trên ngai vàng thì lại ốm chết, như vậy Achod III Bagratuni được người Ả Rập đưa lên ngôi lần thứ ba. Không lâu sau đó, vào năm 751, các caliph của Umayyad bị lật đổ và giết bởi Abbasids, và Achod III Bagratuni, người cũng đã cam kết với Umayyads, lại bị thất sủng, danh hiệu "Prince d’Arménie" của ông bị huỷ bỏ.
- Grigor II Mamikonian (tại vị:745–746, phục vị:748)

Năm 746, Marwān II ibn-Mohammed sau khi ổn định vững chắc ngai vàng, muốn thưởng cho Achod III Bagratuni, người đã hỗ trợ ông ta trong chiến tranh. Marwān II ibn-Mohammed đưa quân tiến đánh Davith Mamikonia, chặt tay và bóp cổ người này, và khôi phục Achod III Bagratuni lên nắm quyền lực ở Armenia, Grigor II Mamikonia buộc phải hòa giải với Achod III Bagratuni, chấp nhận từ nhiệm. Năm 748, cuộc nội chiến ở đế chế Ả Rập lại tiếp tục, Grigor II Mamikonia nhân cơ hội quyết định trả thù anh trai mình, ông tiến hành cuộc chính biến bất ngờ và bắt giữ Achod III Bagratouni và khiến ông này bị mù, ông tự xưng vua Armenia, nhưng đã chết vì bệnh tật ngay sau đó.

## Vương triềuVaspurakan
- Aschot I. Abulabus Ardzruni (tại vị:836–852, phục vị:868–874)

Năm 852, Caliph Jafar al-Mutawakkil quyết định tấn công chiếm lấy Armenia, tướng Bugha al-Kabir chỉ huy quân đội 200.000 người đàn áp dã man các lực lượng vũ trang Armenia. Aschot I. Abulabus Ardzruni thua trận, bị vây hãm tại một trong những pháo đài của ông, sau đó bị hai chư hầu phản bội nên bị bắt đày đến Samarra. Jafar al-Mutawakkil ở Armenia đến năm 855 thì được triệu hồi về kinh, Gurgen I ar Arrouni ngồi vào vị trí tối cao cai trị xứ này. Năm 857, Caliph phóng thích Grigor Derenik Ardzruni (con trai của Aschot I. Abulabus Ardzruni cũng bị lưu đày cùng cha) cho phép tiếp quản Vaspourakan. Năm 868, Aschot I. Abulabus Ardzruni được Caliph thả về nước, Grigor Derenik Ardzruni lập tức trả ngôi vị cho cha.
- Grigor Derenik Ardzruni (tại vị:857–868, phục vị:874–887)

Năm 868, Grigor Derenik Ardzruni trao quyền cai trị Armenia cho cha mình, Aschot I. Abulabus Ardzruni. Hai cha con sau đó cố gắng giảm các vùng đất Hồi giáo Vaspurakan, thất bại với Amiouk nhưng đã xoay xở để chiếm thành phố có cùng tầm quan trọng chiến lược của Varag. Năm 874, Aschot I. Abulabus Ardzruni qua đời, Grigor Derenik Ardzruni quay trở lại làm vua.
- Ashot II (tại vị:887-896, phục vị:898–900, tái phục vị:901-904)

Năm 896, nhiếp chính Gagik Apumrvan Artsruni chính thức phế truất Ashot II, tự lập làm quân chủ Vaspurakan. Suốt thời kỳ tại vị thứ nhất, Ashot II chịu dự khống chế của Gagik Apumrvan Artsruni. Đến năm 898, Ashot II quật khởi tiêu diệt Gagik Apumrvan Artsruni để giành lại địa vị của mình. Năm 900, Vaspurakan bị chiếm giữ bởi tiểu vương Sajid Afshin. Ashot II chạy trốn và đến Bardaa, Afshin để lại một đơn vị đồn trú do Safi chỉ huy, tuyên bố là thống đốc của Van. Năm 901, Ashot II trở về trục xuất quân Sajid, khôi phục ngai vàng lần thứ ba.

## Vương triềuVaspurakanvà Vương triềuAndzevatsik
- Gurgen I ar Arrouni (tại vị:855-857, phục vị:867-896)

Năm 857, sau hai năm tạm thời chấp chính Vaspurakan, Gurgen I ar Arrouni nhượng lại vị trí cho Grigor-Dérénik Arçrouni khi ông này được người Ả Rập thả ra. Năm 867, ông trở thành chúa tể quyền lực nhất miền nam Armenia bằng con đường hôn nhân, cai trị khu vực Andzevatsik.

## Công quốcTaron
- Aixot II (tại vị:851, phục vị:858-878)

Năm 851, quân chủ công quốc Taron Bagrat I Bagratuni bị Yusuf ben Abu Said ben Marwazi của Armenia Ostikan bắt làm tù binh giam cầm tại Samarra, con trai là Aixot II bước lên ngôi.  Nhưng chưa bao lâu sau, công quốc Taron đã bị Gurgen Ardzruni, con trai của Abubeldj (hoàng tử của Mardastan) chiếm giữ với danh hiệu Curopalata. Năm 858, Aixot II mới khôi phục lại cơ nghiệp của tổ tiên, mặc dù các cuộc tranh chấp xung đột vẫn tiếp diễn trong những năm sau đó.

## Tiểu vương quốc Armenia
- Husayf ibn al-Yaman al-Absi (tại vị:642-643, phục vị:655-656)

Từ năm 642 đến 643 là cuộc chinh phạt Armenia lần thứ hai của người Ả Rập, họ tuyên bố thành lập tỉnh Arminia với tư cách là tiểu vương quốc, Husayf ibn al-Yaman al-Absi được đề bạt làm thống đốc đầu tiên. Nhưng Theodoros Rshtuni đã chỉ huy quân đội kháng chiến đánh bại sức tấn công của người Ả Rập, Husayf ibn al-Yaman al-Absi buộc phải lui binh. Salman ibn Rabia al- Bahili được cử sang Arminia ngay sau đó cũng chưa thành công phải trở về năm 644, và đến lượt Habib ibn Maslama al-Fihri vẫn không ngoại lệ. Năm 654, ngưởi Ả Rập mở cuộc hành quân lần thứ ba quy mô lớn và Habib ibn Maslama al-Fihri là tổng chỉ huy, sang năm sau thì Husayf ibn al-Yaman al-Absi thế chỗ, lần này người Armenia đã chịu khuất phục.
- Habib ibn Maslama al-Fihri (tại vị:644, phục vị:654-655)

Năm 644, Habib ibn Maslama al-Fihri giữ chức thống đốc Arminiya, nhưng quân Ả Rập bị đánh lui. Năm 654, ông dẫn binh quay trở lại gần một năm thì trao lại quyền kiểm soát vùng mới thành lập này lại cho Husayf ibn al-Yaman al-Absi. Chiến dịch năm 654 thành công lớn đối với người Ả Rập, các lực lượng của Habib ibn Maslama al-Fihri đã chiếm Melitene và đánh bại thống đốc Byzantine của Armenia, Maurianos trong một cuộc tấn công ban đêm gần Dvin.
- Maslama ibn Abd al-Malik (tại vị:709-721, phục vị:725-729, tái phục vị:730-732)

Năm 721, cuộc chiến tranh Ả Rập Khazar lần thứ hai đang trong giai đoạn khốc liệt nhất, 30.000 Khazar đã phát động một cuộc xâm lược Armenia và gây ra một thất bại nặng nề đối với quân đội của Maslamah ibn Abd al-Malik tại Marj al-Hijara, buộc ông phải bỏ chạy. Đáp lại, Caliph Yazid II đã gửi Al-Jarrah ibn Abd al-Lah al-Hakami (Thống đốc Khurasan và Sistan) cùng 25.000 quân đội Syria đến Armenia, đưa ông ta chỉ huy cuộc tấn công Umayyad chống lại Khazars. Al-Jarrah ibn Abd al-Lah al-Hakami đã nhanh chóng thành công trong việc đưa Khazar trở lại qua vùng Kavkaz và chiến đấu theo hướng bắc dọc theo bờ biển phía tây của Biển Caspi, phục hồi Derbent và tiến vào thủ đô Balanjar của Khazar. Năm 725, ngay sau cái chết của Yazid II và sự đăng cơ của Hisham ibn Abd al-Malik, Caliph mới đã phái Maslama ibn Abd al-Malikthay thế Al-Jarrah ibn Abdallah al-Hakami ở mặt trận Kavkaz chống lại Khazars. Năm 729, Maslama ibn Abd al-Malik đã bị cách chức bởi thất bại liên tiếp trong nhiều trận đánh, và được thay thế bằng Al-Jarrah ibn Abd al-Lah al-Hakami. Đến năm 730, khi Al-Jarrah ibn Abd al-Lah al-Hakami chết, ông lại được đưa trở lại Arminiya, tất nhiên do làm việc vô năng nên chỉ hai năm ông lại bị phế truất để Marwan ibn Muhammad thế chỗ.
- Al-Jarrah ibn Abd al-Lah al-Hakami (tại vị:721-725, phục vị:729-730)

Năm 725, Hisham ibn Abd al-Malik thay Al-Jarrah ibn Abd al-Lah al-Hakami bằng Maslama ibn Abd al-Malik. Đến năm 729, Al-Jarrah ibn Abd al-Lah al-Hakami quay trở lại Arminiya và phục vụ ở đây cho đến khi tử trận vào năm sau.
- Marwan ibn Muhammad (tại vị:732-733, phục vị:735-744)

Năm 733, Marwan ibn Muhammad được thay thế bằng Sa'id ibn Amr al-Harashi (Thống đốc Khurasan). Nhưng đến năm 735, Sa'id ibn Amr al-Harashi bị mù nên buộc phải từ chức và Marwan ibn Muhammad quay trở lại nắm quyền tại Tiểu vương quốc Armenia, đến năm 744 ông thành vị Caliph cuối cùng của Caliphate Umayyad với đế hiệu Marwan II.
- Yezid bin Usayd as-Sulami (tại vị:752-754, phục vị:759-769, tái phục vị:775-780)

Năm 754, Yezid bin Usayd as-Sulami quyết định trao quyền kiểm soát Arminiya cho Hasan ibn Kathwah al-Tayi, ông chuyển qua làm thống đốc Mosul (và dường như của toàn bộ Jazira). Yezid bin Usayd as-Sulami được bổ nhiệm lần thứ hai vào năm 759 và cai trị ở Arminiya khoảng mười năm, rồi trao lại ngôi vị cho Bakkar ibn Muslim al-Uqayli năm 769. Năm 771, Hasan ibn Kathwah al-Tayi quản lý chính sự ở đây lần thứ hai cho đến năm 775, Wadih al-Assabi tiếp nhiệm thời gian ngắn ngủi, sau đó Yezid bin Usayd as-Sulami lại tiếp tục làm việc lần thứ ba từ năm 775.
- Hasan ibn Kathwah al-Tayi (tại vị:754-759, phục vị:771-775)

Năm 759, Hasan ibn Kathwah al-Tayi rời khỏi cương vị thống đốc ở Arminiya, Yezid bin Usayd as-Sulami được điều động trở lại đến năm 771. Sau đó, Hasan ibn Kathwah al-Tayi quay về vị trí này cho đến năm 775.
- Khuzayma ibn Khazim ibn Khuzayma al-Tamimi (tại vị:785–786, phục vị:803–806)

Năm 786, Khuzayma ibn Khazim ibn Khuzayma al-Tamimi được thay thế bởi Yusuf ibn Raixid as-Sulamí cho đến năm 787 thì Yazid ibn Mazyad al-Shaybani được chỉ định giữ chức thống đốc Arminiya. Sau đó lần lượt Abd al-Kadir al-Addaui rồi Sulayman ibn Yazid làm chủ Tiểu vương quốc Armenia, đến lượt Yazid ibn Mazyad al-Shaybani phục vị hai lần. Yazid ibn Mazyad al-Shaybani chết, con trai Asad ibn Yazid al-Shaybani kế vị được hai năm thì Muhammad ibn Yazid al-Shaybani giành quyền một năm trước khi Khuzayma ibn Khazim ibn Khuzayma al-Tamimi quay trở lại chính trường Arminiya vào năm 803.
- Yazid ibn Mazyad al-Shaybani (tại vị:787-788, phục vị:795-796, tái phục vị:799-801)

Năm 788, sau hai năm cai trị Tiểu vương quốc Armenia, Yazid ibn Mazyad al-Shaybani được phái đến để chiến đấu với một cuộc nổi loạn Kharijite do đồng bọn Shaybanid Al-Walid ibn Tarif al-Shaybani lãnh đạo, Abd al-Kadir al-Addaui tiếp quản công việc ở đây được ba tháng thì đến lượt Sulayman ibn Yazid kế nhiệm đến năm 791 và Fazl ibn Yahya ibn Khalid al-Barmaki đến năm 795 Yazid ibn Mazyad al-Shaybani đã thành công trong việc đánh bại và giết chết thủ lĩnh phiến quân trong trận chiến, chấm dứt cuộc nổi dậy. Năm 792, đội trưởng Ba Tư Ata Hashim al-Mukanna, với sự hỗ trợ của gia tộc Armenia và Ba Tư, đã nổi dậy chống lại Ostikan ở Bardaa và Beilakan, tại ngã ba Araxes với Kura. Cuộc nổi dậy này đã bị Yazid ibn Mazyad al-Shaybani nghiền nát năm 796, đó là giai đoạn ông trở lại làm cầm quyền ở tiểu vương quốc Armenia lần thứ hai từ năm 795 và đánh bại Kharigites của al-Walid khi họ tấn công Akhlat. Yazid ibn Mazyad al-Shaybani được bổ nhiệm lại làm quân chủ Arminiya lần thứ ba vào năm 799, để kịp thời đối mặt với cuộc tấn công Khazar cuối cùng vào các tỉnh Caucian của Caliphate.
- Ahmed ibn Yâzid al-Sulami (tại vị:796-797, phục vị:811)

Năm 795, Fazl ibn Yahya ibn Khalid al-Barmaki không chống nổi cuộc bạo động của Ata Hashim al-Mukanna phải tháo chạy. Yazid ibn Mazyad al-Shaybani đến nơi nhanh chóng dẹp yên phản loạn vào năm 796, Ahmed ibn Yâzid al-Sulami được cử sang cai trị tiểu vương quốc Armenia, đến năm 798 thì Sa'id ibn Salm al-Bahili lên ngôi. Năm 799 lại xảy ra cuộc tấn công Khazar, Nasr ibn Habib al-Muhsin thừa cơ cơ tiếp quyền nhưng chỉ lít lâu Sa'id ibn Salm al-Bahili đã lật lại được. Tuy nhiên, bởi thế cuộc nhiễu nhương phức tạp nên Yazid ibn Mazyad al-Shaybani một lần nữa được điều động sang dẹp loạn. Sau đó là một loạt các trường hợp thay bậc đổi ngôi như: Assad ibn Yazid al-Shaybani (801 - 802), Muhammad ibn Yazid al-Shaybani (802 - 803), Huzayma bin Hazim al-Tamimi (803-806), Suleyman bin Yacid Al-Amiri (806 - 807), Ayub Ibn Suleyman (807), Yahya ibn Zufar (808), Abdullah bin Mohammed (809), Muhammad ibn Zuhayr al-Dabbi (809), Assad ibn Yazid bin Mazyad (809 - 811) và sự trở lại chóng vánh của Ahmed ibn Yâzid al-Sulami năm 811.
- Sa'id ibn Salm al-Bahili (tại vị:798-799, phục vị:799)

Năm 799, Sa'id ibn Salm al-Bahili mất ngôi bởi Nasr ibn Habib al-Muhsin, nhưng chưa bao lâu ông đã giành lại quyền lực, tuy nhiên việc phục vị này cũng không kéo dài bởi Yazid ibn Mazyad al-Shaybani đã quay về Arminiya ngay sau đó.
- Asad ibn Yazid al-Shaybani (tại vị:801-802, phục vị:810)

Năm 802, Muhammad ibn Yazid al-Shaybani lên ngôi khi người em trai Asad ibn Yazid al-Shaybani từ nhiệm. Năm 810, Asad ibn Yazid al-Shaybani tiếp nhận chức vụ ở Arminiya lần thứ hai, ông đối đầu với một cuộc nổi dậy của những người định cư Ả Rập ở Iberylia dưới thời Yahya ibn Sa'id và Ismail ibn Shu'ayb. Asad ibn Yazid al-Shaybani đã thành công trong việc dập tắt cuộc nổi dậy và bắt giữ các nhà lãnh đạo phe đối lập, nhưng sau đó ông đã ân xá và thả họ ra, và chính vì điều này lại bị cách chức lần thứ hai, Ishaq ibn Sulayman được điều động sang lấp chỗ trống quyền lực tại đây.
- Al-Abbas ibn Zufar al-Hilali (tại vị:807, phục vị:807-808, tái phục vị:813)

Năm 807, Al-Abbas ibn Zufar al-Hilali vừa lên ngôi đã bị lật đổ bởi Ayyub ibn Suleiman, ông đã khôi phục được ngay quyền lực và trị vì đến năm 808. Thời gian tiếp theo là hàng loạt những trường hợp thanh trừng đẫm máu, lần lượt có: Yahya ibn Zufar (808), Abdullah ibn Mohammed (809), Ubeid (809), Mohammed Ibn Zuhai-Dabbi (809), Asad ibn Yazid al-Shaybani (810), Ahmed ibn Yâzid al-Sulami (811), Ishaq ibn Suleiman al-Hashimi (811-813). Al-Abbas ibn Zufar al-Hilali cũng cố gắng giành lấy ngai vàng lần thứ hai nhưng không giữ được, bởi ông bị Suleiman ibn Ahmed al-Hashimi cướp ngôi.
- Suleiman ibn Ahmed al-Hashimi (tại vị:813, phục vị:814-815)

Năm 813, Suleiman ibn Ahmed al-Hashimi mới chiếm được địa vị từ tay Al-Abbas ibn Zufar al-Hilali thì lại bị Tahir ibn Mohammed al-Sanani đánh bại phải bỏ chạy, nhưng Abu Abdullah đã dẹp yên Tahir ibn Mohammed al-Sanani vào năm 814 trước khi Suleiman ibn Ahmed al-Hashimi quay về phục vị vào cuối năm đó.
- Khalid ibn Yazid al-Shaybani (tại vị:814, phục vị:829-832, tái phục vị:841, hựu tái phục vị:842-844)

Năm 814, sau một thời gian ngắn làm việc tại Arminiya, Khalid ibn Yazid al-Shaybani về kinh phục mệnh, rồi ông bổ nhiệm một thời gian ngắn trong 822 làm thống đốc Ai Cập. Năm 829, Khalid ibn Yazid al-Shaybani quay trở lại Tiểu vương quốc Armenia. Lần cai trị này kết thúc năm 832 đánh dấu bằng sự đàn áp tàn bạo của một số cuộc nổi dậy của các ông trùm Ả Rập địa phương, cũng như sự đối xử khắc nghiệt của dân số Kitô giáo. Kết quả là, khi Khalid ibn Yazid al-Shaybani được tuyên bố đến Arminiya lần thứ ba vào năm 841, một cuộc nổi loạn đã nổ ra, buộc chính phủ Abbasid phải triệu hồi ông ngay lập tức. Tuy nhiên năm 942, al-Wathiq đã giao Arminiya cho Khalid ibn Yazid al-Shaybani lần thứ tư, đợt này ông dẫn đội quân hùng hậu kéo sang, và đè bẹp mọi sự phản đối.
- Abd al-Ala ibn Ahmad al-Sulami (tại vị:826, phục vị:829)

Năm 826, Abd al-Ala ibn Ahmad al-Sulami chưa kịp ổn định ngôi vị thì bị Abd al-Ala ibn Ibrahim lật đổ. Năm 827, Mohammed ibn Humeid tiến hành binh biến cướp chính quyền. Tiếp đó năm 828, Abdullah ibn Tahir tổ chức bạo loạn giành được ngai vàng. Sang năm 829, Abd al-Ala ibn Ahmad al-Sulami tuy phục vị nhưng cũng chỉ ít lâu cũng mất ngôi lần thứ hai bởi Khalid ibn Yazid al-Shaybani.
- Ali ibn al-Hussein al-Qaysi Yatim (tại vị:840-841, phục vị:841)

Năm 841, Khalid ibn Yazid al-Shaybani được phái sang thay cho Ali ibn al-Hussein al-Qaysi Yatim, tuy nhiên do trước đây Khalid ibn Yazid al-Shaybani quá khắc nghiệt với những người công giáo nên họ đã nổi dậy chống đối. Như vậy, Khalid ibn Yazid al-Shaybani buộc phải rút lui, Ali ibn al-Hussein al-Qaysi Yatim trở lại nắm quyền. Nhưng sang đầu năm 842,  Khalid ibn Yazid al-Shaybani đưa sang một đội quân hùng hậu đã dẹp yên mọi cuộc chống đối, Ali ibn al-Hussein al-Qaysi Yatim lại từ nhiệm.
- Muhammad ibn Khalid ibn Yazid al-Shaybani (tại vị:844-846, phục vị:857–862, tái phục vị:878)

Năm 844, Muhammad ibn Khalid ibn Yazid al-Shaybani nối tiếp sự nghiệp của người cha Khalid ibn Yazid al-Shaybani tiếp tục công việc đàn áp các cuộc nổi loạn địa phương khác nhau của các lãnh tụ Hồi giáo và Kitô giáo, năm 846 ông trở về vùng đất tổ tiên của mình ở Diyar Bakr. Muhammad ibn Khalid ibn Yazid al-Shaybani được bổ nhiệm lại Arminiya vào năm 857, sau cuộc đàn áp đẫm máu của một cuộc nổi loạn lớn của người Armenia dưới thời Bugha al-Kabir. Năm 862, ông rời bỏ quyền lực của mình và trở về Ganja, rồi ra ông đã nhận lại chức vụ vào năm 878, khi theo Tovma Artsruni (Thomas Arcruni), ông đã cố gắng thành lập một liên minh với các nhà cai trị Hồi giáo địa phương khác như Kaysites để kiềm chế quyền lực đang lên của Hoàng tử Ashot Bagratuni, nhưng Muhammad ibn Khalid ibn Yazid al-Shaybani đã bị đánh bại và buộc phải chạy trốn khỏi đất nước.
- Ahmed Isa ben Cheikh al-Shaybani (tại vị:871-877, phục vị: ? - 886)

Năm 877, Muhammad al-Yemeni thay Ahmed Isa ben Cheikh al-Shaybani làm thống đốc Arminiya được hơn một năm, sau đó lịch sử chứng kiến sự phục vị ngắn ngủi của Muhammad Ibn Khalid|Muhammad ibn Khalid ibn Yazid al-Shaybani vào năm 878. Kế đến Ishak Ibn Kundadjik tiếp quản công việc, nhưng không rõ chính xác thời gian phục vụ của ông này, chỉ biết rằng sau đó Ahmed Isa ben Cheikh al-Shaybani đã phục hồi và cai trị đến năm 886.
- Yusuf Husep (tại vị:889–900, phục vị:902–903, tái phục vị:909–914, hựu tái phục vị:924)

Thời kỳ Yusuf Husep tại nhiệm là giai đoạn lịch sử đầy biến động của Armenia, ông lên ngôi tới 4 lượt. Tuy nhiên sử sách chỉ giữ lại được lần trị vì cuối cùng được thay thế bởi Nasr Subuk năm 924, còn khiếm khuyết chi tiết cụ thể về những lần ông mất ngôi trước vào các năm 900, 903 và 914.
- Nasr Subuk (tại vị:924, phục vị:925 - ?)

Năm 924, Nasr Subuk vừa giành được quyền lực thì đã bị Bechr chiếm đoạt, tất nhiên ngay năm sau ông đã lấy về những gì mình vừa mất.

## Ganja Khanate
- Mohammed Kuli-Khan (tại vị:1620-1626, phục vị:1640-1650)

Năm 1626, Mohammed Kuli-Khan mất quyền kiểm soát vương quốc bởi Daoud Khan. Đến năm 1640, ông mới giành lại ngôi vị của mình.
- Mohammad Hasan Khan (tại vị:1760-1781, phục vị:1786)

Từ năm 1781 đến năm 1784, Khans Ba Tư nằm dưới sự chiếm đóng của Vương quốc Karabakh, Ibrahim Khalil Khan được đặt lên cai trị xứ này thay vì Mohammad Hasan Khan đã thất thế. Năm 1784, Hajji Beg Barlas, anh trai của Muhammad Hasan Khan đã nổi dậy chống trả người Karabakh và lấy lại Ganja Khanate. Năm 1786, Hajji Beg Barlas tạ thế và Mohammad Hasan Khan lên ngôi lần thứ hai, tuy nhiên quân Karabakh đã nhanh chóng tràn sang đánh bại, bắt sống rồi cầm tù Mohammad Hasan Khan, cuối cùng họ đã sát hại ông vào năm 1792.

## Vương quốc Karabakh
- Mohammed Quli Khan (tại vị:1620-1625, phục vị:1642-1650)

Năm 1625, Davud-khan cướp được chính quyền từ tay Mohammed Quli Khan. Đến năm 1642, Mohammed Quli Khan đã lật ngược tình thế, khôi phục địa vị của mình.
- Mehdi Quli Khan (tại vị:1806-1822, phục vị:1826)

Năm 1822, Mehdi Quli Khan bị đánh bại bởi sức bành chướng khó cưỡng của đế quốc Nga. Tuy năm 1826 ông có giai đoạn ngắn nổi dậy phục vị, nhưng rốt cục vẫn phải chấp nhận thảm cảnh nước mất nhà tan.